# Вітув (гміна Варта)
Вітув (пол. Witów) — село в Польщі, у гміні Варта Серадзького повіту Лодзинського воєводства.
Населення — 94 особи (2011).
У 1975—1998 роках село належало до Серадзького воєводства.

## Демографія
Демографічна структура станом на 31 березня 2011 року:
|          | Загалом | Допрацездатний вік | Працездатний вік | Постпрацездатний вік |
| -------- | ------- | ------------------ | ---------------- | -------------------- |
| Чоловіки | 40      | 5                  | 27               | 8                    |
| Жінки    | 54      | 12                 | 27               | 15                   |
| Разом    | 94      | 17                 | 54               | 23                   |